# ماناواتو استاندارد

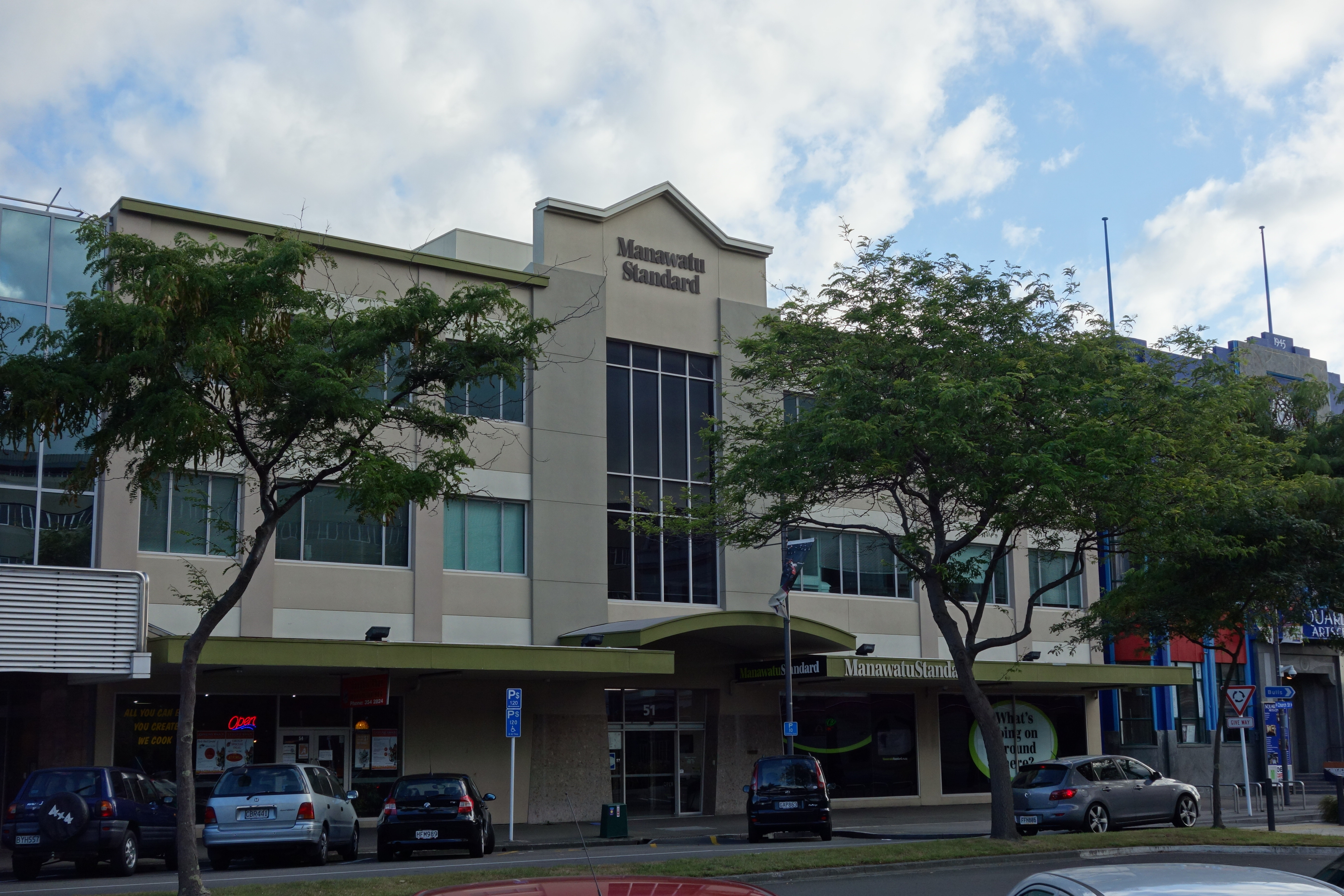
ماناواتو استاندارد

ماناواتو استاندارد (قبلاً Evening Standard) یک مجله و روزنامه روزانه نیوزیلندی برای منطقه Manawatu مستقر در پالمرستون نورث است.